# St. Martin (Augsburg-Oberhausen)

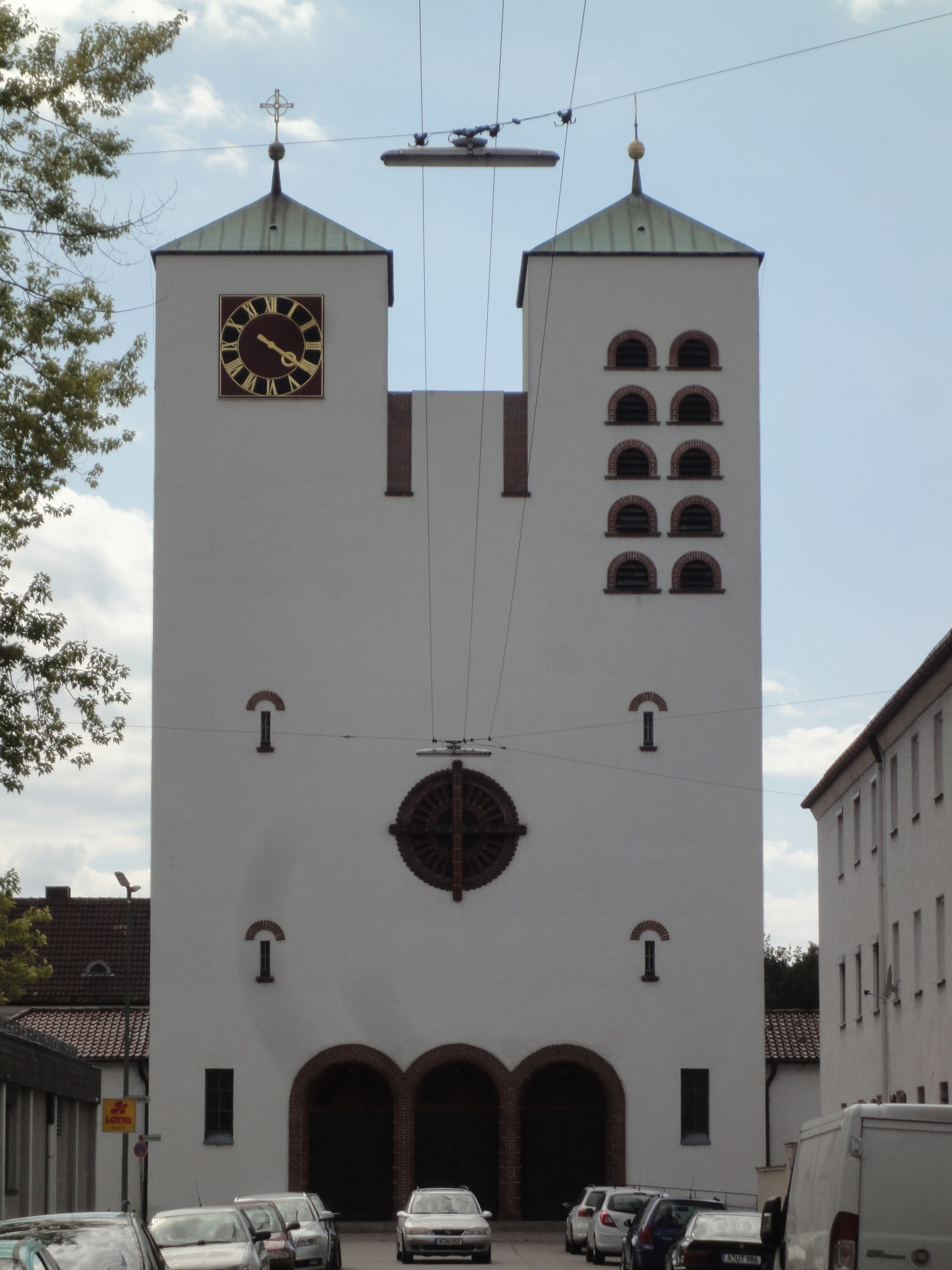
Ostansicht von der Donauwörther Straße aus

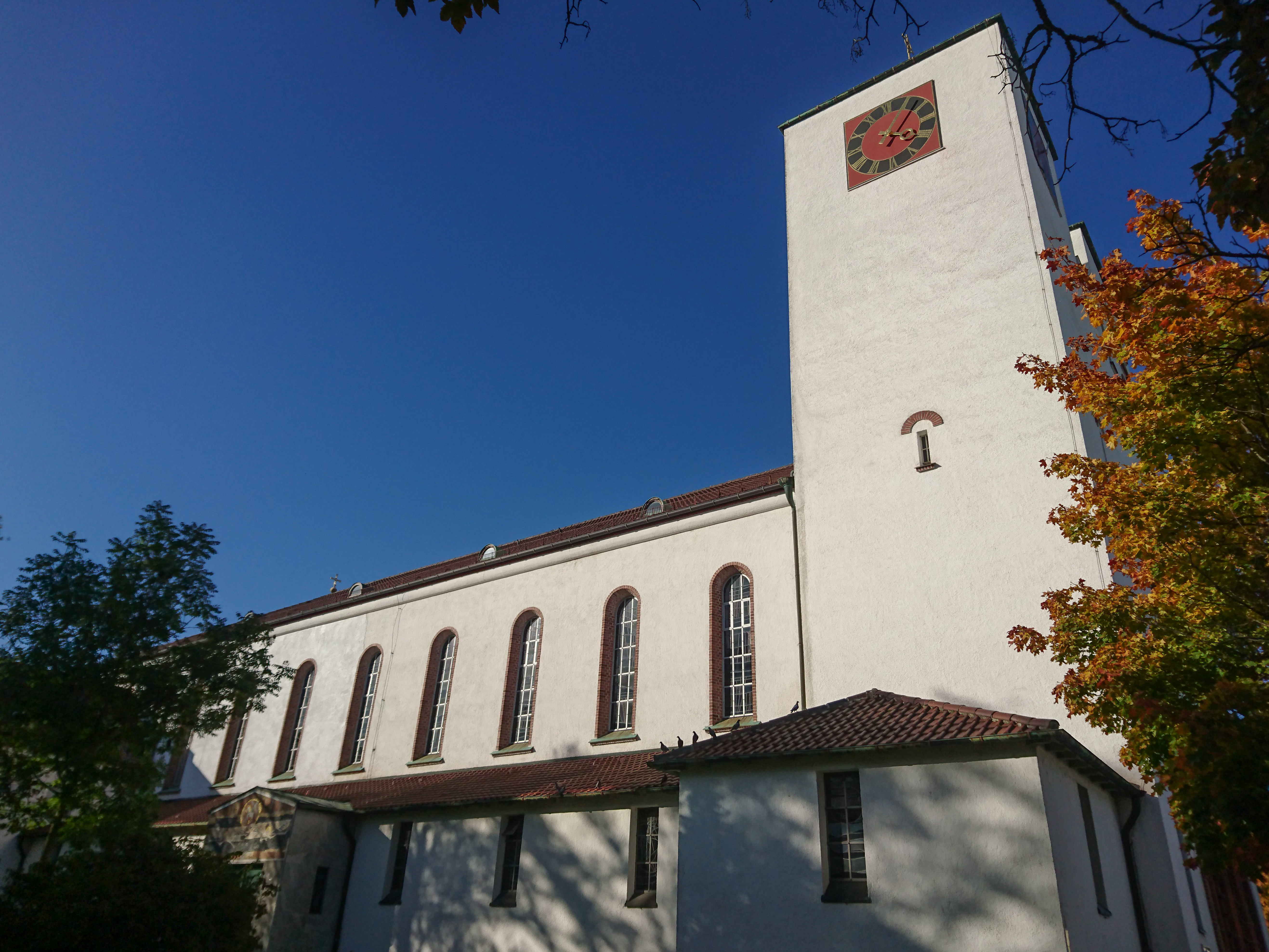
Südansicht

St. Martin ist eine römisch-katholische Pfarrkirche im Norden des Augsburger Stadtteils Oberhausen. Sie wurde zwischen 1933 und 1934 im Stil der Neuen Sachlichkeit nach den Plänen des Augsburger Architekten Fritz Kempf erbaut und ist als Baudenkmal in der Bayerischen Denkmalliste eingetragen.
Die Gemeinde verlor einen Großteil ihrer Mitglieder – unter anderem durch den Wegzug vieler Katholiken, den verstärkten Zuzug überwiegend nicht-katholischer Bevölkerung und zusätzliche Kirchenaustritte – und schrumpfte von über 6600 Mitgliedern in den 1960er Jahren auf 2200 im Jahr 2015. Die Kirche gehört zum Dekanat Augsburg II des Bistums Augsburg und bildet seit 2012 zusammen mit den Kirchen St. Joseph, St. Konrad und St. Peter und Paul eine Pfarreigemeinschaft.
Seit November 2015 ist die Kirche eine Station auf dem Martinusweg (Via Sancti Martini). Dieser Pilgerweg zu Ehren Martin von Tours führt auf zwei Routen von dessen ungarischen Geburtsort Szombathely quer durch Europa nach Tours in Frankreich.

## Geschichte
In den 1920er Jahren entstanden im nördlichen Oberhausen mit einigem Abstand zum alten Siedlungskern mehrere Wohnhöfe. Mit dem Zuzug der Menschen wurde rasch der Bau einer neuen Kirche nötig. Am 21. Mai 1933 erhielt die Expositur St. Martin eine hölzerne Notkirche. Die Grundsteinlegung für die heutige Kirche nach Plänen des Augsburger Architekten Fritz Kempf erfolgte am 17. September 1933, die Weihe durch Bischof Joseph Kumpfmüller erfolgte bereits am 15. Juli 1934. Bereits am 18. Mai 1938 wurde die Gemeinde zur Stadtpfarrei erhoben.
Von 1962 bis 1964 wurde die weiß verputzte Kirche mit zwei Seitenschiffen sowie der Josefs- und der Taufkapelle ausgebaut und erhielt zwei Seiteneingänge. Ihre Baumaße erreichen damit eine Länge von 48 Metern bei einer Breite von 29 Metern. Die beiden ostseitigen Türme wurden um sechs Meter auf vierzig Meter erhöht, dazu erhielt der Nordturm zwei neue Glocken von Karl Czudnochowsky. Weiter erfolgte der Einbau bleiverglaster Fenster sowie die Anbringung eines Apsisgemäldes.
In den Jahren 1992 und 1993 erfolgte eine weitere Neugestaltung des Altarraums mit einer Innenrenovierung des Kirchenschiffes und der Josefskapelle, verbunden mit der Erneuerung der Heizungsanlage. 2008 wurde das seitliche Nordportal geschlossen und der Raum der Versöhnung eingeweiht.

## Ausstattung
Das Gemälde in der Apsis stammt von Severin Walter und zeigt das Himmlische Jerusalem nach der Offenbarung des Johannes. Die Bleiglasfenster auf der rechten Seite zeigen die Schöpfungsgeschichte. Auf der linken Seite wird das Versagen der geschaffenen Welt und das große Erbarmen Gottes dargestellt.
Nahe dem Eingang hängt Christus am Kreuz. Dieses Kreuz stammt von Franz X. Harless und stand ursprünglich auf dem Altar. Der Künstler hatte die Balken entgegen der Tradition zunächst T-förmig angeordnet; später wurden sie jedoch so verändert, dass ein klassisches Kreuz entstand.
Ulrich Dochtermann schuf das Tabernakelrelief mit volkstümlichem Weihnachtsmotiv.
Der südliche Kirchturm hat eine Turmuhr, der nördliche fünf Glocken.

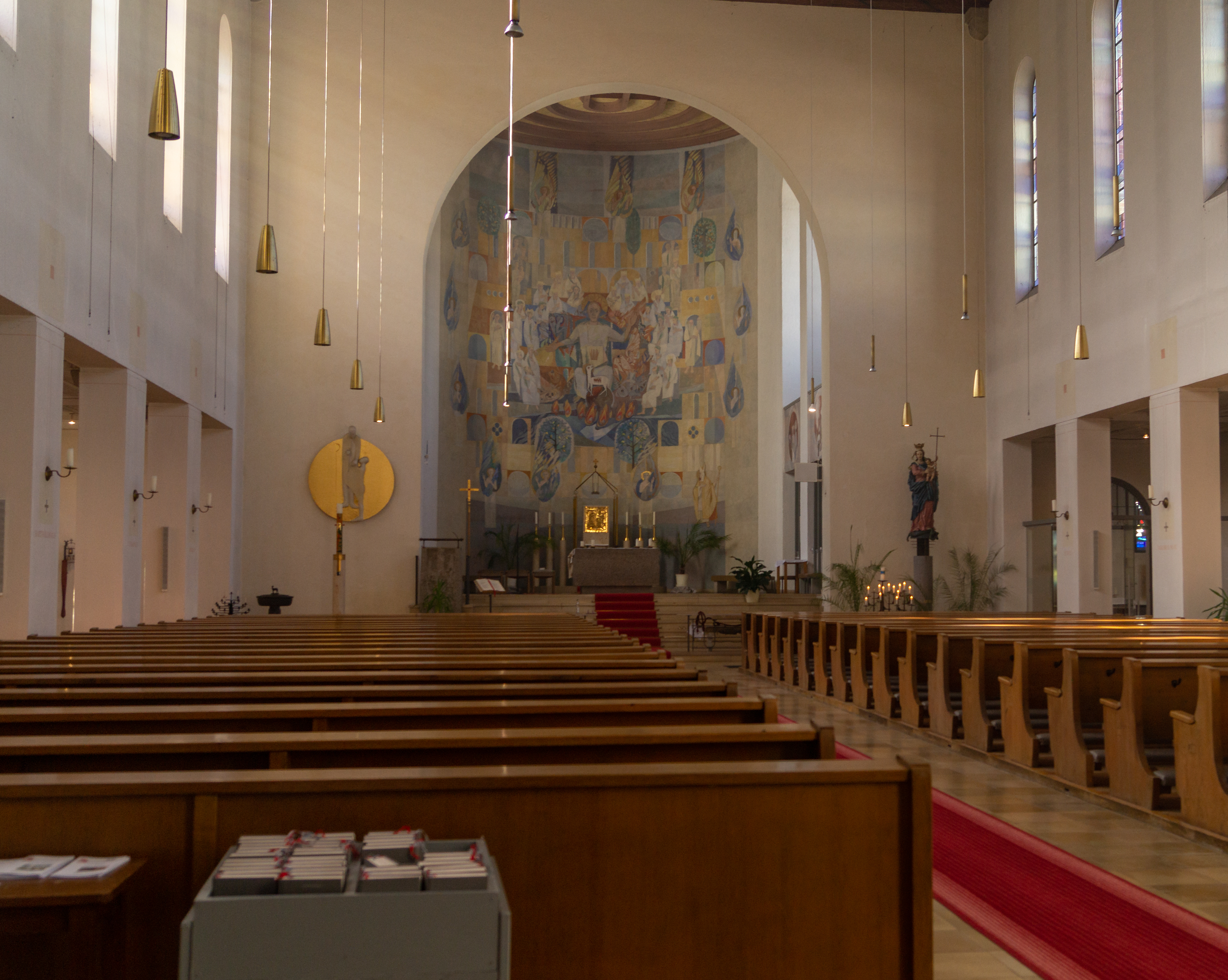
Blick zum Altar mit Apsisgemälde
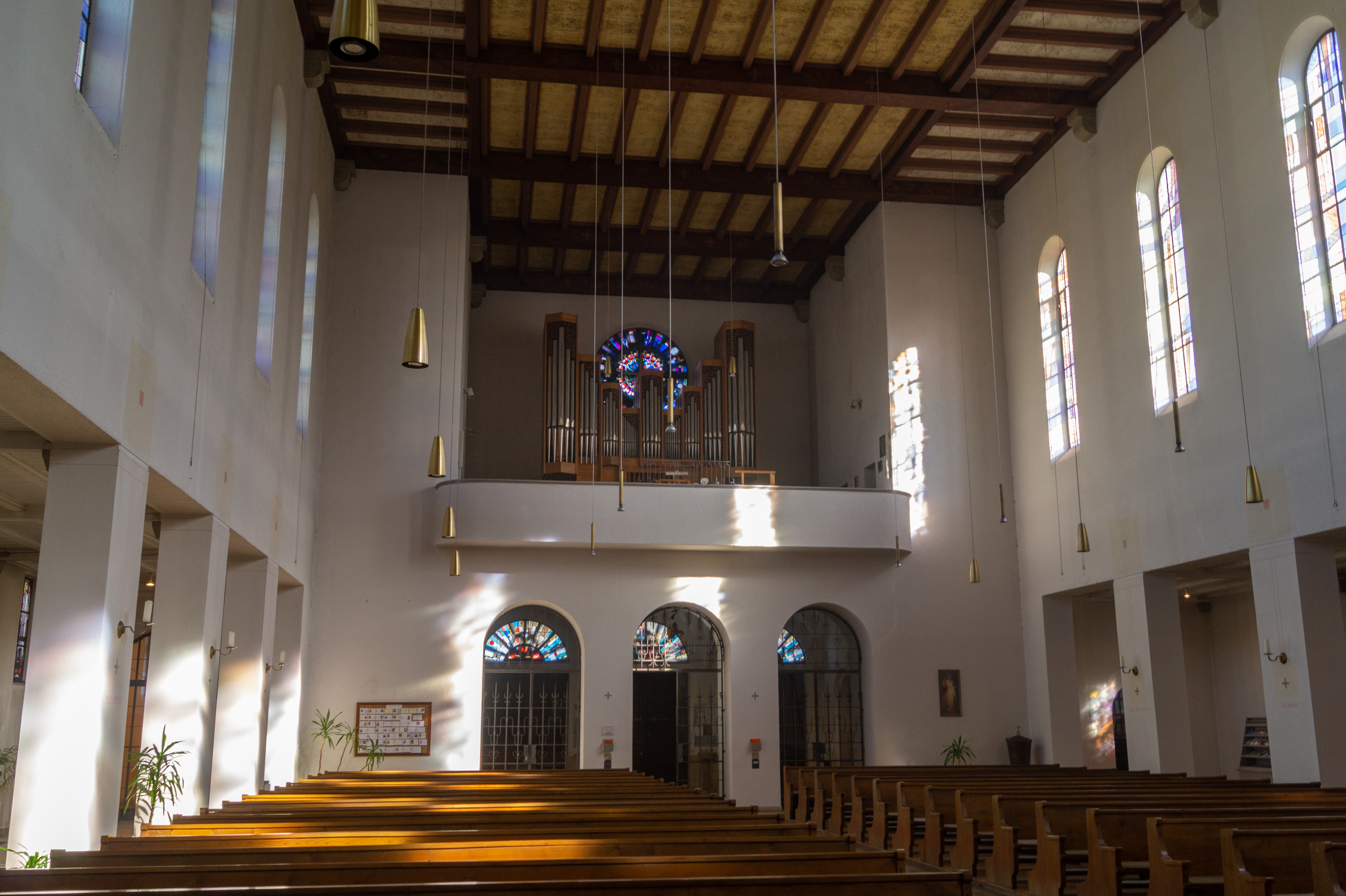
Blick zur Orgelempore
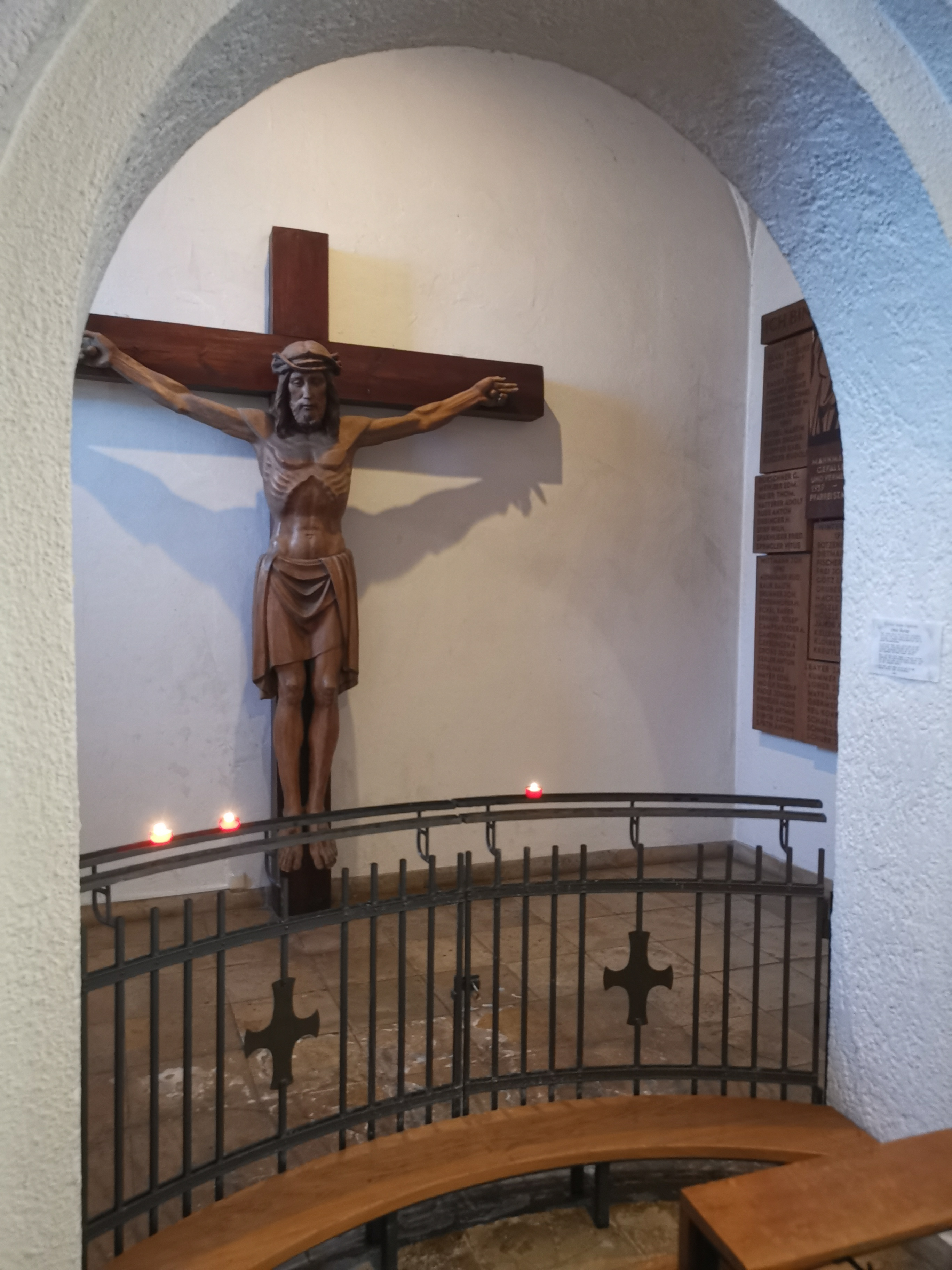
Christus am Kreuz von Franz X. Harless
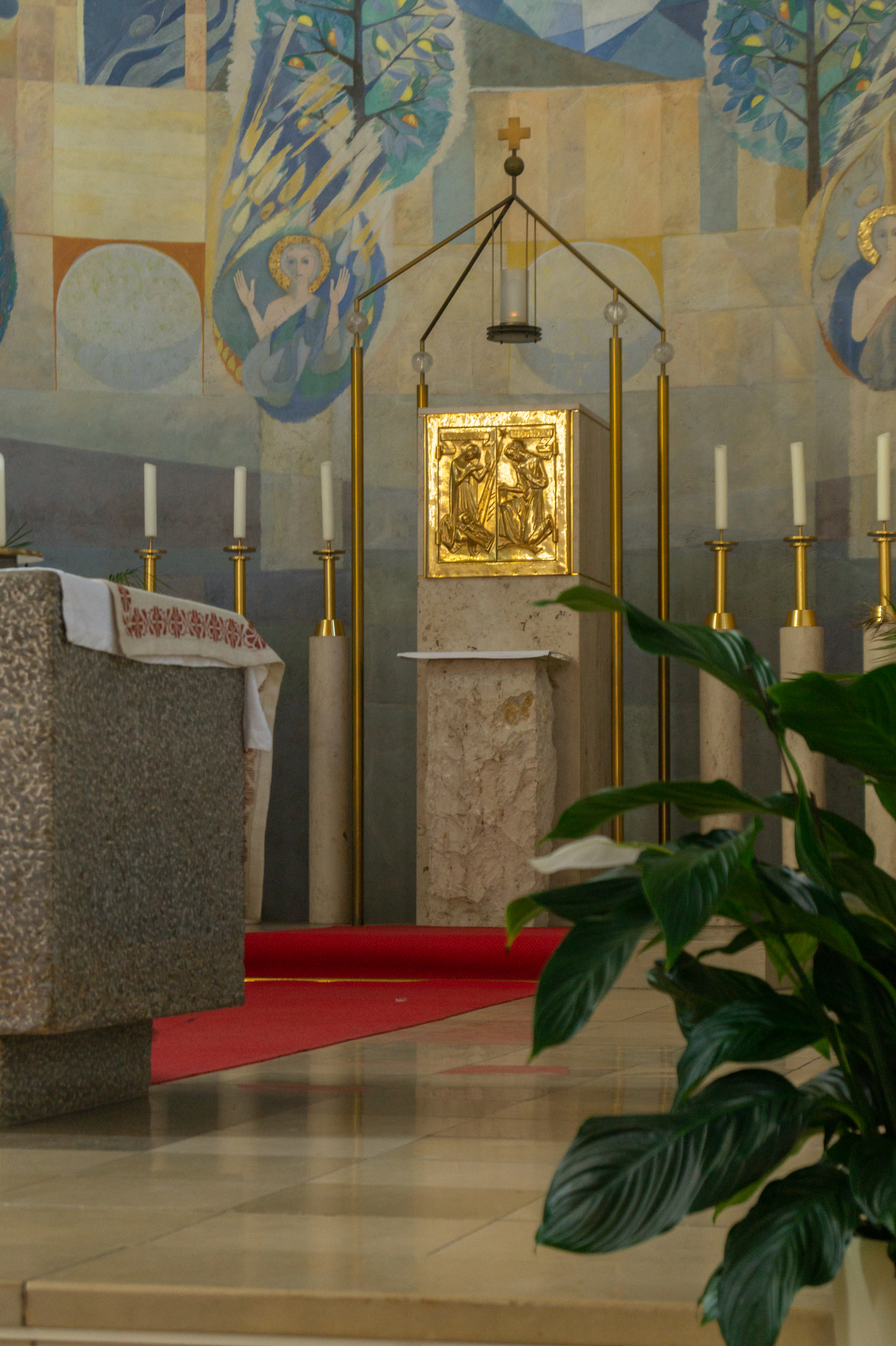
Tabernakel von Ulrich Dochter- mann

## Orgel

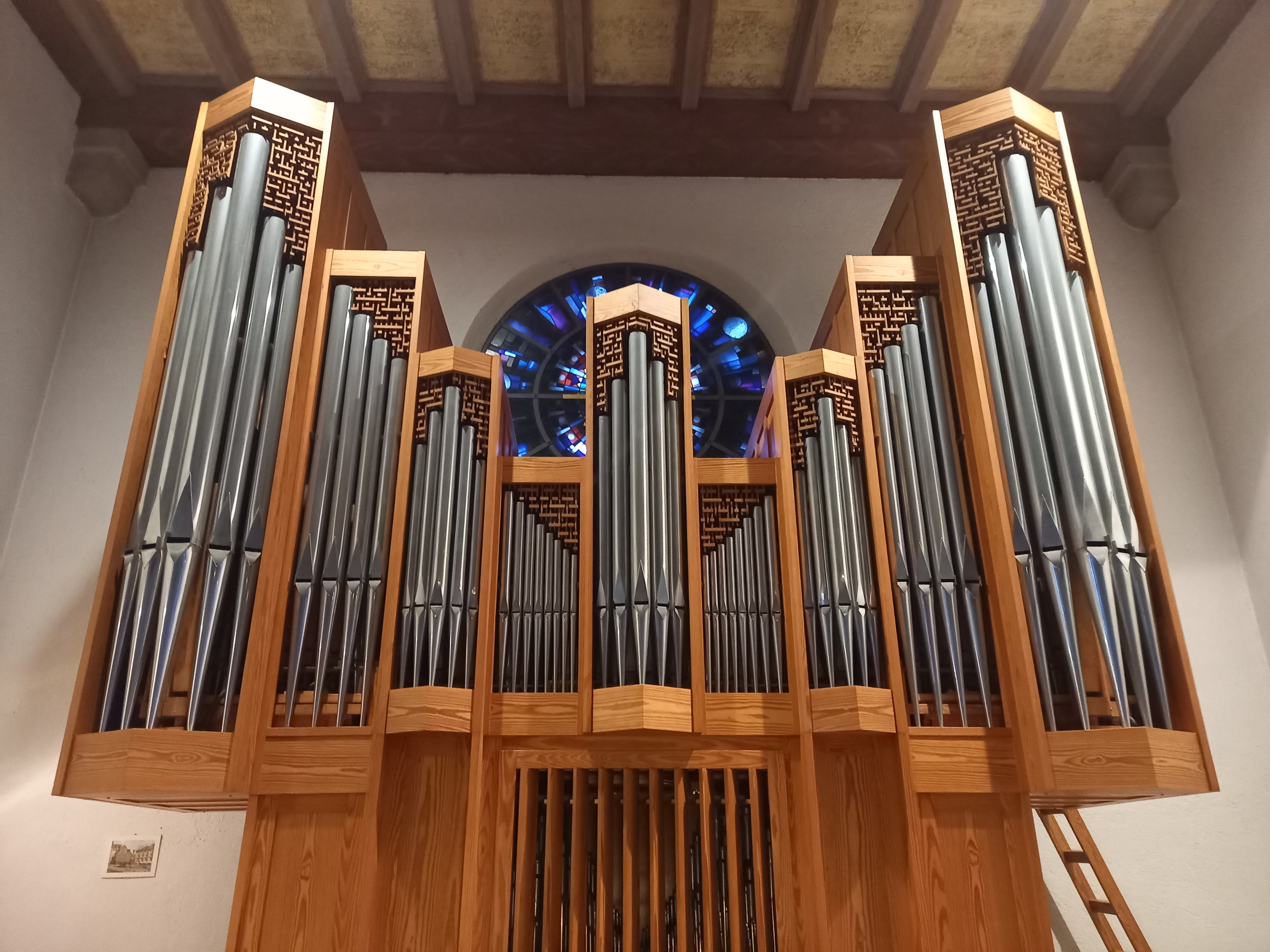
Orgelprospekt

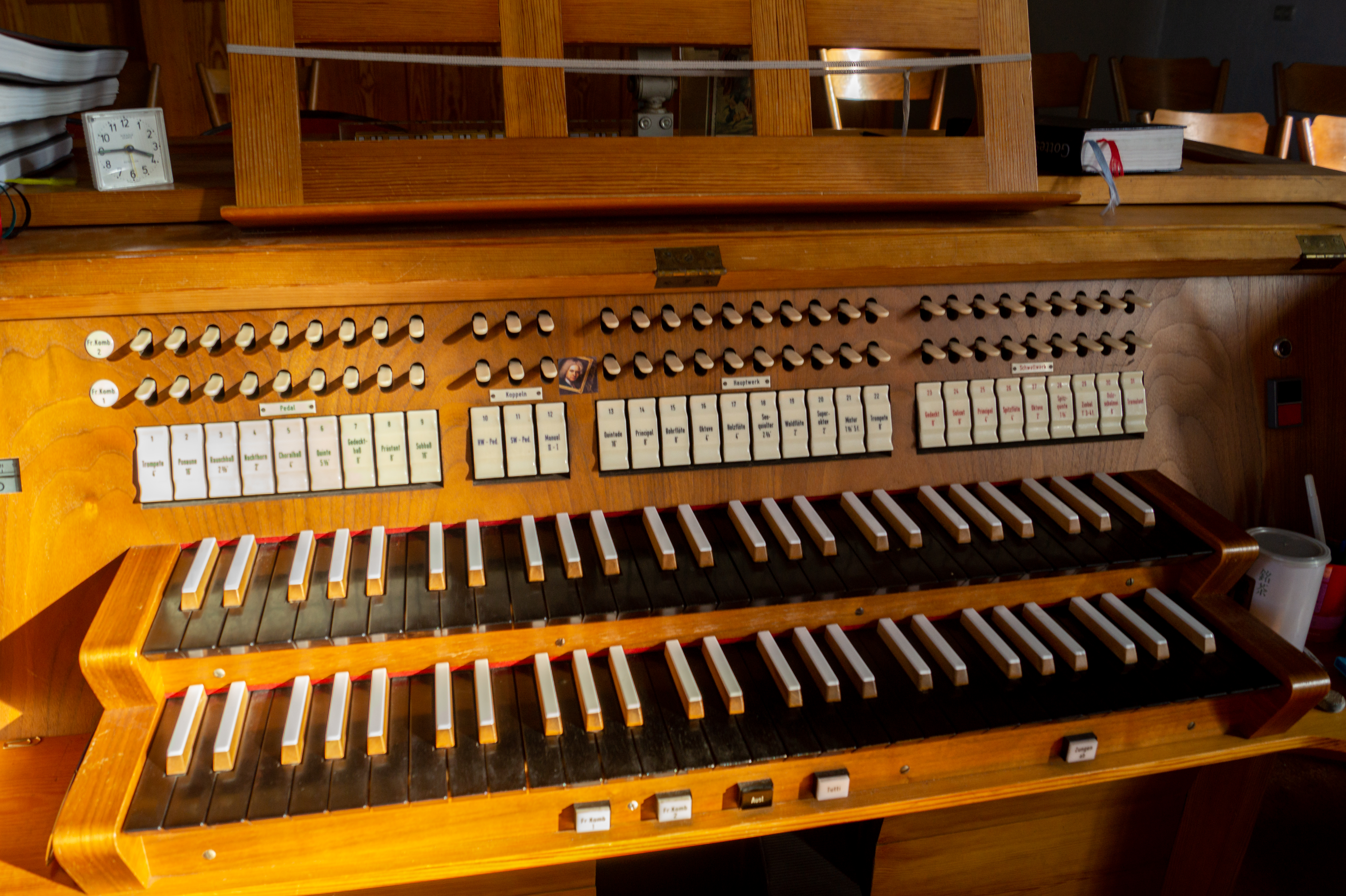
Spieltisch

Die Kirche besitzt eine Orgel des Kissinger Orgelbauers Maximilian Offner von 1979 mit 27 Registern auf zwei Manualen und Pedal. Die Disposition lautet:
| I Hauptwerk C–f3 |       |
| Quintade         | 16′   |
| Principal        | 8′    |
| Rohrflöte        | 8′    |
| Oktave           | 4′    |
| Holzflöte        | 4′    |
| Sesquialter      | 2 ⁄3′ |
| Waldflöte        | 2′    |
| Superoktav       | 2′    |
| Mixtur V         | 1 ⁄3′ |
| Trompete         | 8′    |

| II Schwellwerk C–g3 |       |
| Gedeckt             | 8′    |
| Salicet             | 8′    |
| Principal           | 4′    |
| Spitzflöte          | 4′    |
| Oktave              | 2′    |
| Spitzquinte         | 1 ⁄3′ |
| Zimbel III–IV       | 1′    |
| Rohrschalmei        | 8′    |
| Tremulant           |       |

| Pedal      |        |
| Subbaß     | 16′    |
| Prästant   | 8′     |
| Gedecktbaß | 8′     |
| Quinte     | 5 1⁄3′ |
| Choralbaß  | 4′     |
| Nachthorn  | 2′     |
| Rauschbaß  | 2 ⁄3′  |
| Posaune    | 16′    |
| Trompete   | 4′     |

- Koppeln: II/I, I/P, II/P
- Spielhilfen: Tutti, zwei freie Kombinationen